# Agricole de Chalon
Pour les articles homonymes, voir Agricole.
Saint Agricole ou Agricole de Chalon (Agricola Cabillonensis en latin ; né vers 497 - mort en 580), évêque de Chalon (Cabillonum en latin), est un saint célébré le 17 mars.
Évêque bâtisseur de Chalon (532-580), il participe à plusieurs conciles. Saint Flavius lui succéde comme évêque de Chalon.
Selon Grégoire de Tours, son contemporain, "Agricola était homme sage et d’un esprit poli, de race sénatoriale. Il éleva dans sa cité beaucoup d’édifices, arrangea des maisons, érigea une église qu’il soutint de colonnes, et orna de marbres variés et de peintures en mosaïque. Ce fut un homme d’une grande abstinence, ne faisant jamais d’autre repas que le souper, et il y demeurait si peu de temps qu’il se levait de table avant le coucher du soleil. Il était petit de stature, mais d’une très grande éloquence. Il mourut la quarante-huitième année de son épiscopat, la quatre-vingt-troisième de son âge. Il eut pour successeur Flavius, référendaire du roi Gontran".
Il existe par ailleurs de fortes probabilités pour que saint Agricole de Chalon soit un petit-cousin de saint Remi de Reims.

## Annexe